# 폴로니카
폴로니카(이탈리아어: Follonica)는 이탈리아 토스카나주 그로세토도에 있는 코무네다. 그로세토에서 북서쪽 40km 거리에 있다.

## 역사
1834년 토스카나 대공국의 레오폴도 2세가 신설 철강 지대의 노동자들을 위해 세웠다. 그럼에도 에트루리아와 로마 시대부터 사람이 살던 곳이고, 최소한 834년부터 있었고 지금은 폐허가 된 중세 시대의 성이 있었다. 1923년까지는 마사마리티마의 프라치오네였다.

## 관광
폴로니카는 여름 시기에 이탈리아 관광객들이 많이 찾는 여행지이다. 이곳은 2000년부터 2007년까지 매년 깨끗한 해안과 바닷물을 지닌 곳에 주어지는 블루 플래그 비치상을 수상했었다.

## 자매 도시
- 벨기에 샤를루아
- 폴란드 코워브제크
- 스웨덴 헤데모라